# Classe Galicia
 (juin 2013).
Si vous disposez d'ouvrages ou d'articles de référence ou si vous connaissez des sites web de qualité traitant du thème abordé ici, merci de compléter l'article en donnant les références utiles à sa vérifiabilité et en les liant à la section « Notes et références ».
La classe Galicia sont des Landing Platform Dock (selon la liste des codes des immatriculations des navires de l'US Navy) fruits d'une coopération entre l'Espagne (Navantia) et les Pays-Bas (Schelde), où ils sont nommés classe Rotterdam.

## Description
Dotés d'un large pont d'envol et d'un radier inondable, ils sont conçus pour déployer des forces terrestres sur des rives ennemies. À bord de ces navires il y a un escadron de 6 hélicoptères qui ont comme mission le transport de troupes et de l'équipement ainsi que des embarcations de débarquement de type LCM-1E (jusqu'à 6 LCU ou 4 LCVP (en)).

## Navires
- Galicia (L51) - Rota ; remplace un bâtiment de la Classe Newport.
- Castilla (L52) - Rota ; remplace un bâtiment de la Classe Newport.
- Rotterdam (L800) -
- Johan de Witt (L801).

## Galerie de photos

Classes Galicia et Rotterdam
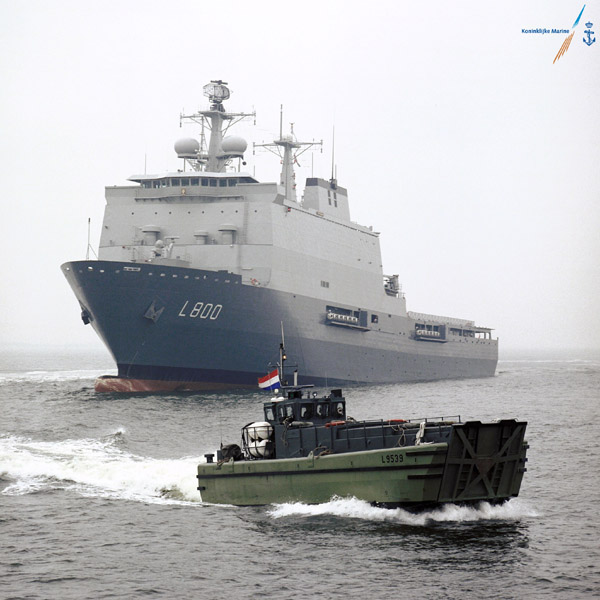
Le Rotterdam, radier inondable immergé (1998)
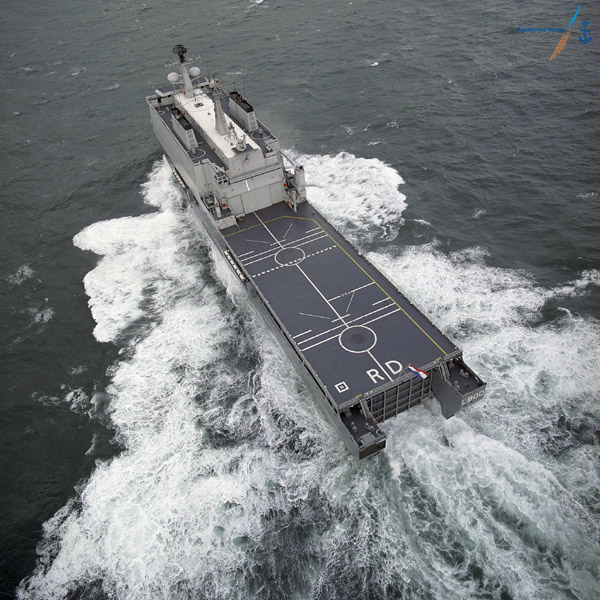
Le Rotterdam à la mer (1998)
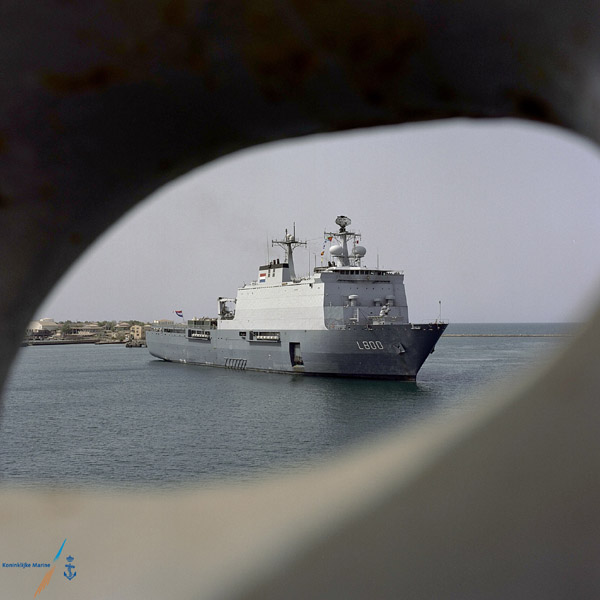
Le Rotterdam au mouillage (1998)
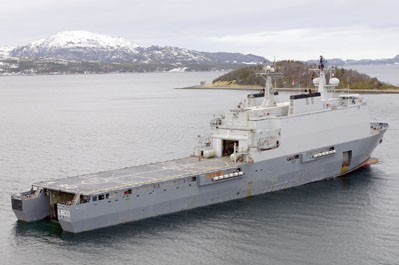
Le Rotterdam au mouillage (1998)
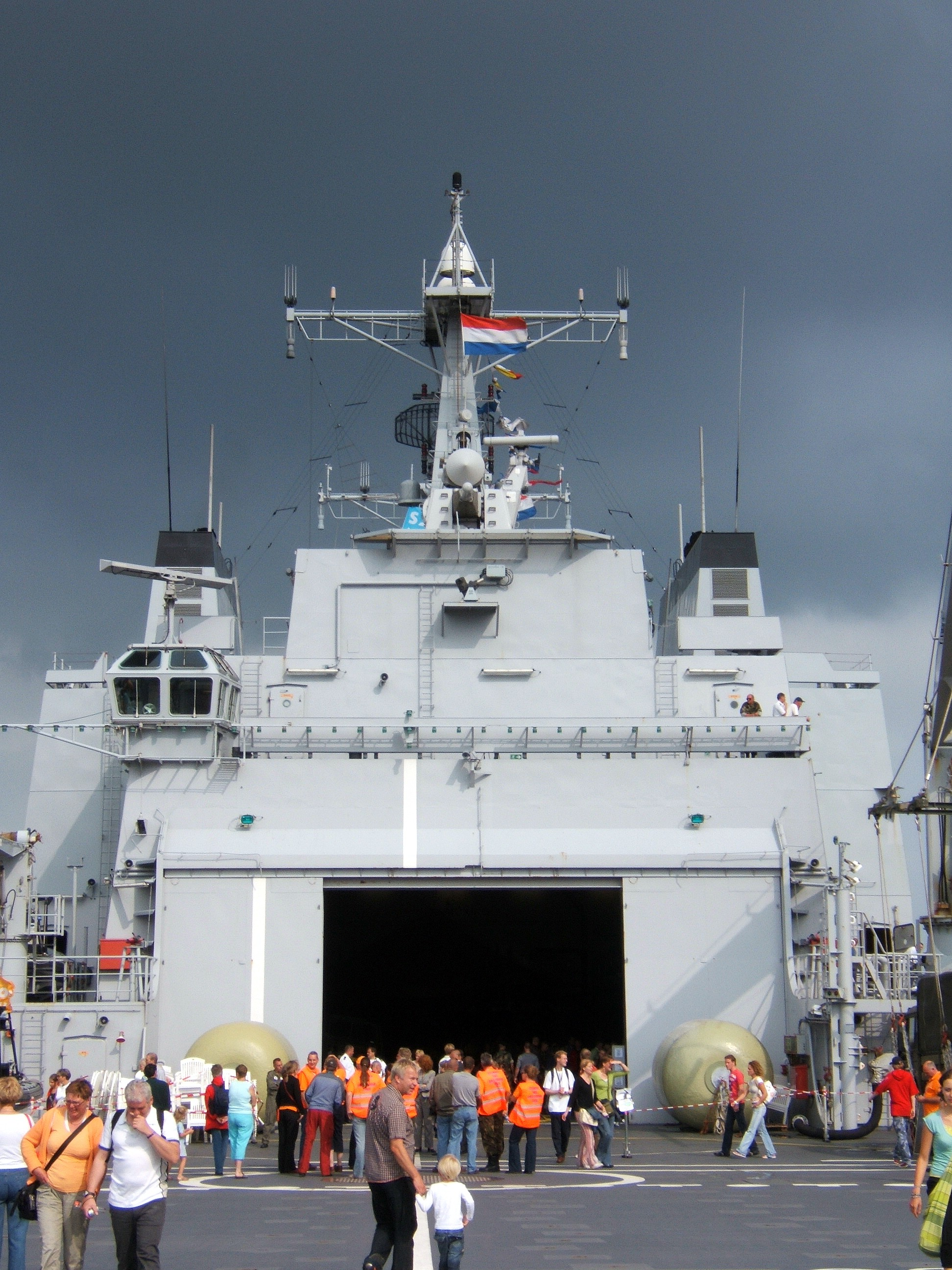
Le hangar hélicoptères du Rotterdam vu du pont d'envol (18 août 2005)
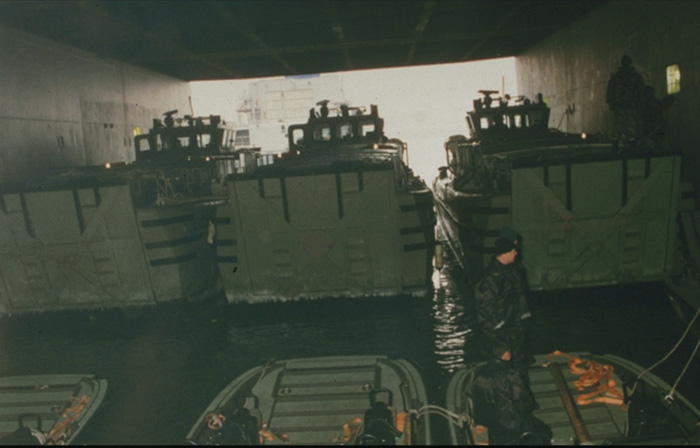
Trois LCVP dans le radier du Rotterdam
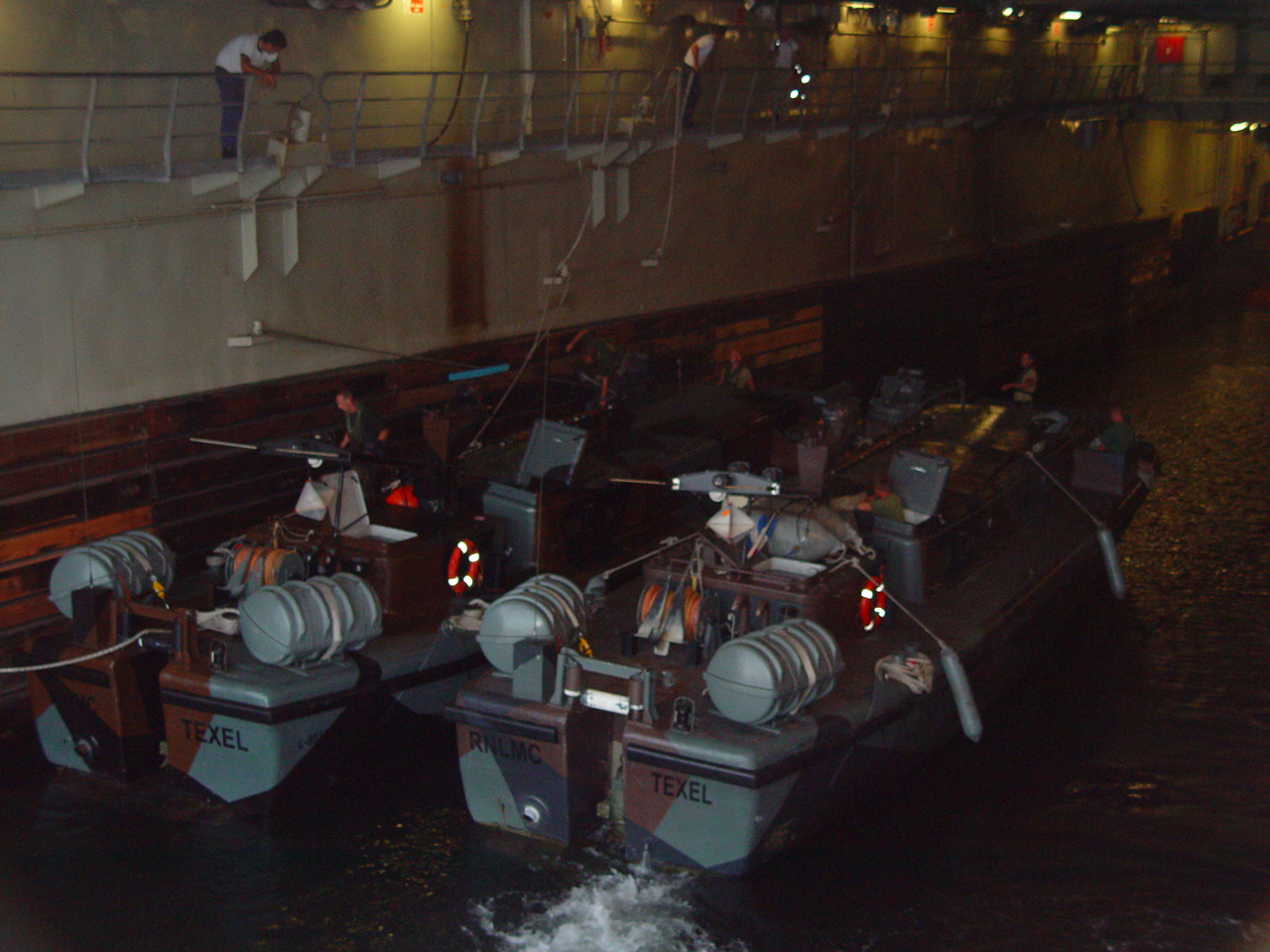
Deux canots dans le radier du Rotterdam
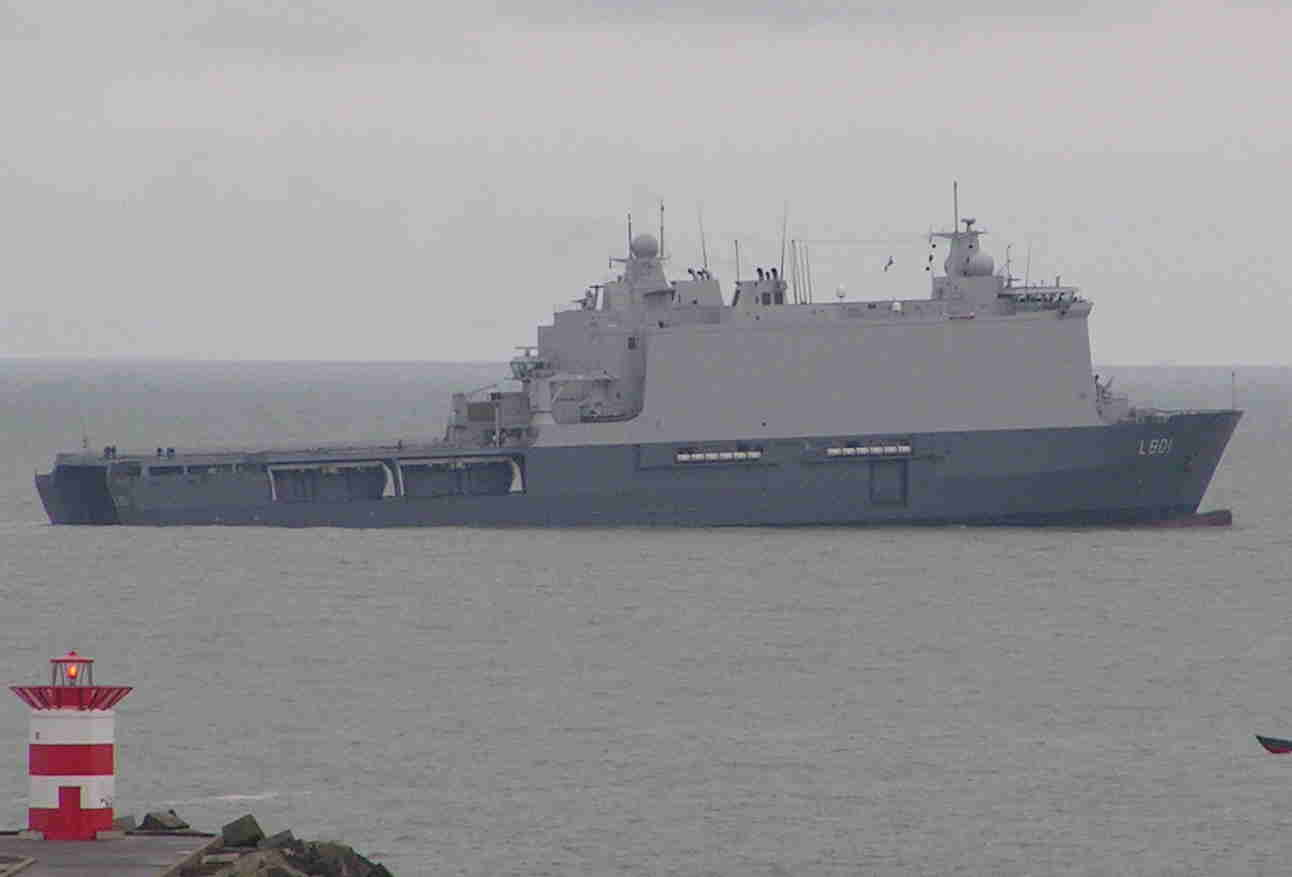
Le Johan de Wit durant ses essais à la mer au large de Scheveningen (6 septembre 2007)
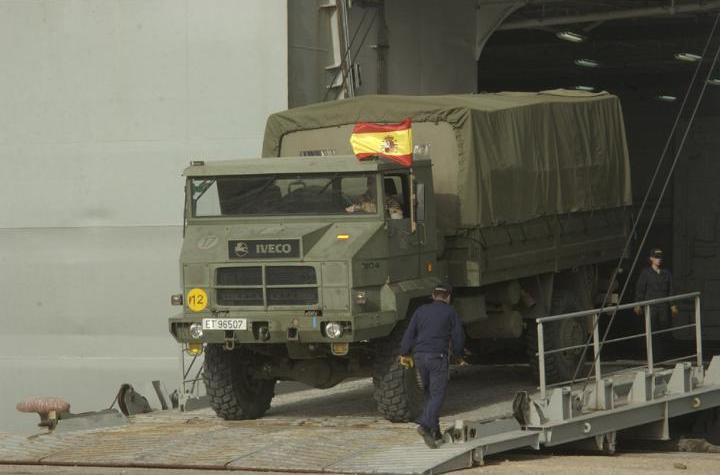
Le Galicia déchargeant de l'aide humanitaire en Irak sur des camions de l'armée de terre

## Navires comparables
- Classe Foudre
- Classe Harpers Ferry